# Jang Hye-Ok
Jang Hye-Ok (en coreano: 장혜옥; 9 de febrero de 1977) es una deportista surcoreana que compitió en bádminton, en las modalidades de dobles.
Participó en los Juegos Olímpicos de Atlanta 1996, obteniendo una medalla de plata en la prueba de dobles. Ganó una medalla de oro en el Campeonato Mundial de Bádminton de 1995.

## Palmarés internacional
| Juegos Olímpicos   | Juegos Olímpicos         | Juegos Olímpicos | Juegos Olímpicos |
| Año                | Lugar                    | Medalla          | Prueba           |
| ------------------ | ------------------------ | ---------------- | ---------------- |
| 1996               | Atlanta (Estados Unidos) | Medalla de plata | Dobles           |
| Campeonato Mundial |                          |                  |                  |
| Año                | Lugar                    | Medalla          | Prueba           |
| 1995               | Lausana (Suiza)          | Medalla de oro   | Dobles           |